# Psicología inversa

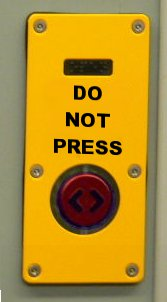
Una broma estereotípica de psicología inversa que invita al usuario a no pulsar el botón.

La psicología inversa es una técnica que implica afirmación de una creencia o comportamiento que es opuesto al deseado, con la expectativa de que este enfoque animará al sujeto de la persuasión a hacer lo que realmente se desea. Esta técnica se basa en el fenómeno psicológico de la reactancia el cual una persona tiene una reacción emocional negativa a ser persuadida y por lo tanto elige la opción contraria a la cual se está abogando. Esto puede funcionar especialmente bien en una persona que es resistente por naturaleza, mientras que las solicitudes directas funcionan mejor para las personas que son obedientes. La persona que está siendo manipulada generalmente no es consciente de lo que realmente está sucediendo.

## En la infancia
Susan Fowler, una autora, escribe: "Ten cuidado de que tales estrategias [de psicología inversa] puedan resultar contraproducentes. Los niños pueden sentir la manipulación a una milla de distancia". En cambio, recomienda predicar con el ejemplo.
El profesor de psicología John Gottman desaconseja el uso de la psicología inversa en adolescentes, con la presunción de que se rebelarán afirmando que "no intentes usar la psicología inversa... tales estrategias son confusas, manipuladoras, deshonestas y rara vez funcionan".
La psicología inversa se utiliza a menudo en niños debido a su alta tendencia a responder con reactancia, un deseo de restaurar la libertad de acción amenazada. Algunos padres piensan que la mejor estrategia es a veces la "psicología inversa": decirle a los niños que se queden en casa cuando realmente se quiere que elijan salir a jugar. Sin embargo, se han planteado preguntas sobre este enfoque cuando es más que meramente instrumental, en el sentido de que "la psicología inversa implica una manipulación inteligente del niño que se porta mal".

## En psicoterapia
Estrechamente asociada a la psicología inversa en psicoterapia está la técnica de "la intervención paradójica.... Esta técnica también ha sido llamada prescripción del síntoma y antisugestión". El terapeuta enmarca su mensaje para que la resistencia a él promueva el cambio.
Tales intervenciones "pueden tener un impacto similar al del humor a la hora de ayudar a los pacientes a presentar sus problemas bajo un nuevo enfoque... Al ir con la resistencia del paciente y no en contra, el terapeuta hace que la conducta sea menos atractiva", lo que se denomina reencuadre. Esto significa fingir estar de acuerdo con los pensamientos y creencias de los pacientes; reafirmarlos en voz alta para que ellos mismos se den cuenta de su falibilidad.

## Marketing paradójico
"En un mundo en el que se espera que todas las cosas estén disponibles... menos disponibilidad" ha surgido como un nuevo punto para vender: "al realizar una maniobra tan restringida contra la comercialización, la marca ha ganado prestigio".  El resultado puede ser "lo que los japoneses llaman una marca secreta... no hay puntos de venta regulares, no hay catálogo, no hay presencia en la web aparte de unas pocas menciones crípticas... a la gente le gusta porque es casi imposible de encontrar".

## Adorno y Horkheimer
Theodor Adorno y Max Horkheimer caracterizaron el efecto de la industria cultural como "psicoanálisis a la inversa". Su análisis comenzó con la dialéctica que funcionaba en Alemania cuando los herederos del movimiento romántico se convirtieron en buscadores de "Fuerza a través de la alegría", sólo para que su movimiento se viera apropiado por una combinación de los medios de comunicación de masas y el nacionalsocialismo. Un ejemplo moderno comienza con el auge del "fitness y el jogging" en los Estados Unidos en la década de 1970. La "locura de correr" en el Maratón de Boston y en California, dialécticamente, fue la tesis de que uno no tenía que ser "Rocky" en un gimnasio sudoroso para estar físicamente en forma y que la aceptación del cuerpo era la clave para un entrenamiento aeróbico efectivo. La industria cultural respondió a la tesis con importantes campañas publicitarias de Calvin Klein y otros, utilizando imágenes con modelos excepcionalmente tonificadas. La gente se comparó a sí misma con estos modelos, lo que creó una sensación de competencia, y muchos estudiantes de secundaria evitan correr debido a la vergüenza corporal resultante.
La industria de la cultura produce en masa materiales estandarizados. Con frecuencia ofrece y refuerza ideales y normas que representan una crítica implícita de aquellos que no están a la altura. Los estudios empíricos muestran que los productos de la cultura de masas pueden disminuir la confianza y la autoestima y causar humillación entre personas cuyas características particulares quedan fuera del rango normalizado de apariencia, comportamiento, religión, etnia, etc. Del mismo modo, la publicidad busca con frecuencia crear una necesidad de compra mostrando las diferencias entre las situaciones reales y las ideales. La intención suele ser inducir la insatisfacción con la situación actual e inducir expectativas de satisfacción a través de la adquisición de productos que transformen la realidad real en la realidad idealizada. Por lo tanto, si el grupo de semejantes compra, todos los que no pueden permitirse los productos sentirán infelicidad y frustración adicionales hasta que finalmente se unan al grupo. Por lo tanto, a veces el proceso de influir por un resultado realmente intenta producir el resultado opuesto como motivación para la compra.
Sin embargo, la mayoría de las veces, la causa y el efecto no son deseados. La lógica marxista aplicada a la industria cultural indica que es, per se, una dialéctica en la que la disminución de los márgenes de beneficio y el aumento de los costes hacen que los inversores estén ansiosos por "cosas seguras". La repetición de las fórmulas ganadoras y los estereotipos crean los productos de menor denominador común con los menores costes. Pero cuanto menos creativa sea la aportación, más probable es que los papeles se asignen de manera que coincidan, en lugar de desafiar, los prejuicios comunes que pueden dañar inadvertidamente (o deliberadamente) la estima de los que pertenecen a los grupos marginados.

## En la cultura popular
Los ejemplos clásicos de psicología inversa en la cultura popular incluyen un botón rojo grande y brillante con un letrero al lado que dice "No pulsar", o un letrero que dice "Salta bajo tu propia responsabilidad".
Hay numerosos ejemplos de psicología inversa en la ficción, el cine y los dibujos animados, incluyendo la obra Julio César de William Shakespeare, donde Marco Antonio utiliza la psicología inversa para conseguir que la gente de la ciudad provoque un motín. Marco Antonio finge ponerse del lado de Bruto complementando sus acciones que han llevado al asesinato de César, mientras que en realidad incita a la ira de la multitud.